# Camasca
Camasca est une municipalité du Honduras, située dans le département d'Intibucá.
Fondée avant 1740, la municipalité de Camasca comprend 12 villages et 56 hameaux.

## Crédit d'auteurs
- (en) Cet article est partiellement ou en totalité issu de l’article de Wikipédia en anglais intitulé « Camasca » (voir la liste des auteurs).